# Jimi (biu-mandara jezik)
Jimi jezik (’um falin, djimi, jimjimen; ISO 639-3: jim), afrazijski jezik skupine biu-mandara, kojim govori 3 500 ljudi (1982 SIL) u kamerunskoj provinciji Far North, na nigerijskoj granici. Pripadnici etničke grupe govore i adamawa fulfulde [fub] ili francuski [fra]. Ne smije se brkati s istoimenim jezikom iz Nigerije koji pripada zapadnočadskoj skupini.
Ima nekoliko dijalekata: djimi, zumo (zumu, zomo, zame), jimo, wadi (wa’i) i malabu. Najsličniji mu je gude [gde]

## Vanjske poveznice
- Ethnologue (14th)
- Ethnologue (15th)